# Земята на зомбитата
„Земята на зомбитата“ (на английски: Zombieland) е американска хорър комедия, режисиран от Рубен Флайшър със сценаристи Рет Рийс и Пол Уърник.
В него участват Уди Харелсън, Джеси Айзенбърг, Ема Стоун и Абигейл Бреслин. Филмът дебютира в САЩ на 2 октомври 2009 година, седмица по-рано от обявената премиерна дата. В България е пуснат в киносалоните месец по-късно. На 18 октомври 2019 г. излиза продължение, озаглавено „Земята на зомбитата: Двойна проверка“.

## Сюжет
Героите във филма са оцелели след зомби апокалипсис. Те поемат на дълго пътешествие през югозапада на САЩ в опит да намерят безопасно място.

## Актьорски състав
| Актьор          | Роля                                                                   |
| --------------- | ---------------------------------------------------------------------- |
| Джеси Айзенбърг | Колумб – млад мъж, един от малкото оцелели след апокалипсиса           |
| Уди Харелсън    | Талахаси – приятел на Колумб, който обича да измъчва и убива зомбита   |
| Ема Стоун       | Уичита / Криста – по-голямата сестра на Литъл Рок и любимата на Колумб |
| Абигейл Бреслин | Литъл Рок – 12-годишната сестра на Уичита                              |
| Бил Мъри        | себе си                                                                |
| Амбър Хърд      | 406 – съседка на Колумб, койта стана първото зомби, убито от Колумб    |

## Заснемане
Снимките започват през февраури 2009 г. в Холивуд, Калифорния. Те продължават и през март, като снимачният период трае 41 дни.